# Diospyros poncei
Diospyros poncei är en tvåhjärtbladig växtart som beskrevs av Elmer Drew Merrill. Diospyros poncei ingår i släktet Diospyros och familjen Ebenaceae. Inga underarter finns listade i Catalogue of Life.